# Campeonato femenino sub-20 de la CAF de 2012
El Campeonato femenino sub-20 de la CAF de 2012 fue el VI torneo que decidió qué naciones africanas participarían de la Copa Mundial Femenina de Fútbol Sub-20 de la FIFA.

## Eliminatorias
6 equipos fueron elegidos para participar en la ronda preliminar, 1 decidió no participar y uno no se presentó en el partido de vuelta.

### Ronda preliminar
| 28 de octubre de 2010 | Kenia | 2 : 0 | Lesoto |  |  |

| 19 de noviembre de 2011 | Lesoto | 2 : 2 | Kenia |  |  |

| 29 de octubre de 2010 | Botsuana | 6 : 1 | Comoras |  |  |

|  | Comoras | Comoras no se presentó | Botsuana |  |  |

|  | Guinea | Guinea no participó | Sierra Leona |  |  |

### Primera Ronda
|  | Sierra Leona | Sierra Leona no se presentó | Nigeria |  |  |

| 19 de febrero de 2011 | Zimbabue | 4 : 0 | Mozambique |  |  |

| 3 de marzo de 2011 | Mozambique | 0 : 3 | Zimbabue |  |  |

| 18 de febrero de 2011 | Malí | 4 : 0 | Guinea Ecuatorial |  |  |

| 3 de marzo de 2011 | Guinea Ecuatorial | 1 : 2 | Malí |  |  |

| 18 de febrero de 2011 | Camerún | 1 : 2 | República Democrática del Congo |  |  |

| 3 de marzo de 2011 | República Democrática del Congo | 1 : 1 | Camerún |  |  |

| 18 de febrero de 2011 | Zambia | 2 : 1 | Kenia |  |  |

| 3 de marzo de 2011 | Kenia | 4 : 0 | Zambia |  |  |

| 18 de febrero de 2011 | Marruecos | 0 : 5 | Túnez |  |  |

| 2 de marzo de 2011 | Túnez | 0 : 1 | Marruecos |  |  |

| 17 de febrero de 2011 | Botsuana | 1 : 4 | Sudáfrica |  |  |

| 3 de marzo de 2011 | Sudáfrica | 3 : 1 | Botsuana |  |  |

| 19 de febrero de 2011 | Ghana | 7 : 0 | Namibia |  |  |

| 3 de marzo de 2011 | Namibia | 0 : 3 | Ghana |  |  |

### Segunda Ronda
| 31 de marzo de 2011 | Nigeria | 3 : 0 | Zimbabue |  |  |

| 15 de abril de 2011 | Zimbabue | 0 : 3 | Nigeria |  |  |

| 7 de abril de 2011 | Malí | 1 : 3 | República Democrática del Congo |  |  |

| 21 de abril de 2011 | República Democrática del Congo | 3 : 2 | Malí |  |  |

| 31 de marzo de 2011 | Kenia | 1 : 2 | Túnez |  |  |

| 14 de abril de 2011 | Túnez | 2 : 1 | Kenia |  |  |

| 31 de marzo de 2011 | Sudáfrica | 0 : 2 | Ghana |  |  |

| 14 de abril de 2011 | Ghana | 3 : 0 | Sudáfrica |  |  |

### Fase Final
| 5 de mayo de 2011 | Nigeria | 4 : 0 | República Democrática del Congo |  |  |

| 19 de mayo de 2011 | República Democrática del Congo | 0 : 3 | Nigeria |  |  |

| 5 de mayo de 2011 | Túnez | 1 : 3 | Ghana |  |  |

| 19 de mayo de 2011 | Ghana | 4 : 1 | Túnez |  |  |

## Clasificados a laCopa Mundial Femenina de Fútbol Sub-20 de 2012
| Nigeria | Ghana |